# Pirita
Městská část Pirita (estonsky Pirita linnaosa) je jedna z osmi městských částí estonského hlavního města Tallinnu. Zahrnuje čtvrti Iru, Kloostrimetsa, Kose, Laiaküla, Lepiku, Maarjamäe, Merivälja, Mähe a Pirita.